# Claudina Núñez
Claudina Núñez Jiménez (Lota, Chile, 16 de noviembre de 1953) es una política y dirigenta social chilena, militante del Partido Comunista (PCCh). Fue alcaldesa de Pedro Aguirre Cerda entre 2008 y 2016, actualmente es Consejera Regional (CORE) por la circunscripción Santiago VI de la Región Metropolitana.

## Biografía
Nació en Lota, Chile, hija de Manuel Núñez, minero del carbón y de Filomena Jiménez, de origen humilde, emigran hacia Santiago en 1957 y se instalan en la toma de terrenos de la Población La Victoria.
Sus estudios de secundaria los realizó en la Escuela Consolidada, actualmente Centro Educativo Ochagavía. A los veinte años ingresa a la carrera de Tecnología en Alimentos en la Universidad Técnica del Estado, de la cual fue expulsada, junto a 500 estudiantes, tras el Golpe Militar de 1973.
Durante su adolescencia comienza su labor social en la organización de salud parroquial y el comité de allegados de su población. Se transforma en presidenta del comando poblacional en tiempos de la dictadura y, luego, en presidenta de la Junta de Vecinos. 
Entre 1980 y 1990 asume la presidencia de la Coordinadora Metropolitana de Pobladores. Debe sobreponerse a la pérdida en 1984, a manos de Carabineros, de su amigo el Padre André Jarlán. En  1985 fue relegada a la austral isla de Melinka. 
En 1990, como Presidenta de la Coordinadora Metropolitana de Pobladores, formula y trabaja para la postulación en grupo a programas habitacionales de pobladores sin casa y fue precursora del Programa de Pavimentos Participativos del SERVIU Metropolitano, el cual es ahora aplicado a nivel nacional.

## Carrera política
A la edad de 11 años ingresó a las filas de las Juventudes Comunistas, desde ahí inició su vida de militante en el Partido Comunista, una de sus primeras labores fue vender el diario El Siglo.
Debido al retorno de la democracia, puede incursionar de lleno en la política, así en las elecciones parlamentarias de 1989, fue candidata a diputada por el distrito 27. Entre 1992 y 1996 volvió a presidir la junta de vecinos de su población. En 1992 fue elegida como concejala de Pedro Aguirre Cerda, siendo reelecta en 1996 y 2000. 
En 2004 postuló a la Alcaldía, perdiendo por algo más de mil votos. Fue premiada el año 2005 por el Colegio de Arquitectos de Chile, por su contribución al desarrollo de la urbanización social y por el Servicio Cristiano para el Desarrollo, por su trayectoria social a favor de los pobres. 
En 2006 viajó a Canadá para participar en el foro de Vancouver de la Red de líderes comunitarios de base de América. Se embarca, además, junto a los pobladores de la comuna, en la modificación del plan regulador.
En 2008 ganó las elecciones municipales de Pedro Aguirre Cerda, obteniendo el 52,63%. Ganó la reelección como candidata única de la oposición para el periodo 2012-2016. En las elecciones municipales de 2016 perdió la reelección.
En 2021 se presentó como candidata a Consejera Regional (CORE) por el distrito electoral Santiago 6, resultando electa

## Historial electoral

### Elecciones parlamentarias de 1989
- Elecciones parlamentarias de 1989, para el Distrito 25, La Granja, Macul y San Joaquín[2]

| Candidato                  | Pacto                          | Partido | Votos  | %     | Resultado |
| -------------------------- | ------------------------------ | ------- | ------ | ----- | --------- |
| Andrés Palma Irarrázaval   | Concertación por la Democracia | PDC     | 83.715 | 42,78 | Diputado  |
| Jaime Orpis Bouchon        | Democracia y Progreso          | UDI     | 42.733 | 21,83 | Diputado  |
| Claudina Núñez Jiménez     | Unidad para la Democracia      | PAIS    | 23.180 | 11,84 |           |
| Marcos Romero Zapata       | Democracia y Progreso          | ILB     | 12.961 | 6,62  |           |
| Roberto Celedón Fernández  | Unidad para la Democracia      | ILG     | 10.444 | 5,34  |           |
| Eduardo Enrique Lacraustra | Liberal-Socialista Chileno     | ILE     | 9.935  | 5,08  |           |
| Mario Aguilar Arévalo      | Concertación por la Democracia | PLV     | 6.438  | 3,29  |           |
| Ángel Gabriel Rojas Nuñez  | Alianza de Centro              | ILD     | 3.735  | 1,91  |           |
| Olga Reyes Vargas          | Liberal-Socialista Chileno     | PL      | 2.569  | 1,31  |           |

### Elecciones municipales de 1992
- Elecciones municipales de 1992, para la alcaldía de Pedro Aguirre Cerda [3]

(Se consideran sólo los candidatos electos como alcalde y concejal, de un total de 31 candidatos)
| Candidato                 | Pacto                          | Partido | Votos  | %     | Resultado |
| ------------------------- | ------------------------------ | ------- | ------ | ----- | --------- |
| Margarita Pizarro Uyevich | Concertación por la Democracia | PDC     | 11.718 | 17,37 | Alcaldesa |
| Juan Saavedra Gorriateguy | Concertación por la Democracia | PPD     | 12.141 | 18,00 | Concejal  |
| Juan Michel Salazar       | Concertación por la Democracia | PDC     | 8.996  | 13,34 | Concejal  |
| Claudina Núñez Jiménez    | Partido Comunista              | PC      | 3.898  | 5,78  | Concejala |
| Juan Luis Lemuñir Epuyao  | Concertación por la Democracia | PS      | 3.278  | 4,86  | Concejal  |
| Rolando Polanco Inostroza | Participación y Progreso       | RN      | 2.749  | 4,08  | Concejal  |
| Christian Millanao Toledo | Concertación por la Democracia | PR      | 1.072  | 1,59  | Concejal  |

### Elecciones municipales de 1996
- Elecciones municipales de 1996, para la alcaldía de Pedro Aguirre Cerda [4]

(Se consideran sólo los candidatos electos como alcalde y concejal, de un total de 28 candidatos)
| Candidato                 | Pacto                          | Partido | Votos  | %     | Resultado |
| ------------------------- | ------------------------------ | ------- | ------ | ----- | --------- |
| Juan Saavedra Gorriateguy | Concertación por la Democracia | PPD     | 14.261 | 23,49 | Alcalde   |
| Margarita Pizarro Uyevich | Concertación por la Democracia | PDC     | 8.822  | 14,53 | Concejala |
| Claudina Núñez Jiménez    | La Izquierda                   | PC      | 7.225  | 11,90 | Concejala |
| Juan Michel Salazar       | Concertación por la Democracia | PDC     | 5.433  | 8,95  | Concejal  |
| Rolando Polanco Inostroza | Unión por Chile                | RN      | 2.318  | 3,82  | Concejal  |
| Juan Luis Lemuñir Epuyao  | Concertación por la Democracia | PS      | 1.966  | 3,24  | Concejal  |
| Mario Marroquin Alcayaga  | Concertación por la Democracia | PDC     | 1.561  | 2,57  | Concejal  |
| Manuel Palacios           | Concertación por la Democracia | PS      | 665    | 1,10  | Concejal  |

### Elecciones municipales de 2000
- Elecciones municipales de 2000, para la alcaldía de Pedro Aguirre Cerda [5]

(Se consideran sólo los candidatos electos como alcalde y concejal, de un total de 19 candidatos)
| Candidato                        | Pacto                          | Partido | Votos  | %     | Resultado |
| -------------------------------- | ------------------------------ | ------- | ------ | ----- | --------- |
| Juan Saavedra Gorriateguy        | Concertación por la Democracia | PPD     | 17.655 | 29,66 | Alcalde   |
| Claudina Núñez Jiménez           | La Izquierda                   | PC      | 9.710  | 16,31 | Concejala |
| Julio Ibarra Maldonado           | Unión por Chile                | RN      | 5.631  | 9,46  | Concejal  |
| Eduardo Pastene Azola            | Unión por Chile                | UDI     | 5.497  | 9,23  | Concejal  |
| Angélica Casas Cordero Marcoleta | Concertación por la Democracia | PDC     | 3.071  | 5,16  | Concejala |
| Mario Palestro Contreras         | La Izquierda                   | PC      | 2.578  | 4,33  | Concejal  |
| Juan Luis Lemuñir Epuyao         | Concertación por la Democracia | PS      | 2.371  | 3,98  | Concejal  |
| Carlos Moreno Navarrete          | Concertación por la Democracia | PDC     | 1.182  | 1,99  | Concejal  |

### Elecciones municipales de 2004
- Elecciones municipales de 2004, para la alcaldía de Pedro Aguirre Cerda [6]

| Candidato                 | Pacto                          | Partido | Votos  | %     | Resultado |
| ------------------------- | ------------------------------ | ------- | ------ | ----- | --------- |
| Juan Saavedra Gorriateguy | Concertación por la Democracia | PPD     | 18.122 | 33,89 | Alcalde   |
| Claudina Núñez Jiménez    | Juntos Podemos                 | PC      | 16.778 | 31,37 |           |
| Julio Ibarra Maldonado    | Alianza por Chile              | RN      | 16.639 | 31,11 |           |
| Omar Mendoza Villagrán    | Independiente                  | IND     | 1.940  | 3,63  |           |

### Elecciones parlamentarias de 2005
- Elecciones parlamentarias de 2005 a Diputado por el distrito 28 (Lo Espejo, Pedro Aguirre Cerda y San Miguel) [7]

| Candidato                           | Pacto                          | Partido | Votos  | %     | Resultado |
| ----------------------------------- | ------------------------------ | ------- | ------ | ----- | --------- |
| Jorge Insunza Gregorio De Las Heras | Concertación por la Democracia | PPD     | 37.292 | 24,53 | Diputado  |
| Rodolfo Seguel Molina               | Concertación por la Democracia | PDC     | 35.458 | 23,33 |           |
| Darío Paya Mira                     | Alianza por Chile              | UDI     | 31.691 | 20,85 | Diputado  |
| Julio Ibarra Maldonado              | Alianza por Chile              | RN      | 18.136 | 11,93 |           |
| Claudina Núñez Jiménez              | Juntos Podemos Más             | PC      | 16.506 | 10,86 |           |
| Eduardo Contreras Mella             | Juntos Podemos Más             | PC      | 12.927 | 8,50  |           |

### Elecciones municipales de 2008
- Elecciones municipales de 2008, para la alcaldía de Pedro Aguirre Cerda [6]

| Candidato                        | Pacto              | Partido | Votos  | %     | Resultado |
| -------------------------------- | ------------------ | ------- | ------ | ----- | --------- |
| Claudina Núñez Jiménez           | Juntos Podemos Más | PCCh    | 25.786 | 52,63 | Alcaldesa |
| Rafael Izquierdo García-Huidobro | Alianza por Chile  | UDI     | 23.212 | 47,37 |           |

### Elecciones municipales de 2012
- Elecciones municipales de 2012, para la alcaldía de Pedro Aguirre Cerda[8]

| Candidato                        | Pacto                          | Partido | Votos  | %     | Resultado |
| -------------------------------- | ------------------------------ | ------- | ------ | ----- | --------- |
| Claudina Núñez Jiménez           | Por un Chile Justo             | PCCh    | 18.548 | 47,94 | Alcaldesa |
| Rafael Izquierdo García-Huidobro | Coalición                      | UDI     | 13.792 | 35,65 |           |
| Juan Luis Lemuñir Epuyao         | El Cambio por Ti               | PRO     | 4.578  | 11,83 |           |
| Katty Morales Moretti            | Regionalistas e Independientes | ILB     | 1.766  | 4,57  |           |

### Elecciones municipales de 2016
- Elecciones municipales de 2016, para la alcaldía de Pedro Aguirre Cerda[9]

| Candidato                | Pacto                           | Partido | Votos  | %     | Resultado |
| ------------------------ | ------------------------------- | ------- | ------ | ----- | --------- |
| Juan Rozas Romero        | Independientes (Fuera de pacto) | IND     | 13 010 | 47,57 | Alcalde   |
| Claudina Núñez Jiménez   | Nueva Mayoría                   | PCCh    | 8663   | 31,67 |           |
| Eduardo Pastene Azola    | Chile Vamos                     | UDI     | 2986   | 10,92 |           |
| Luis Lillo Bettancourt   | Pueblo Unido                    | PI      | 1469   | 5,37  |           |
| Carlos Ibáñez Hormazábal | Independientes (Fuera de pacto) | IND     | 1223   | 4,47  |           |

### Elecciones municipales de 2021
- Elecciones municipales de 2021 para la alcaldía de Pedro Aguirre Cerda[10]

|  | 33,66 % |

|  | 29,37 % |

|  | 20,29 % |

|  | 9,41 % |

|  | 7,27 % |

### Elecciones de consejeros regionales de 2021
- Elecciones de consejero regional, por la circunscripción Santiago VI (Sur) (El Bosque, La Cisterna, La Pintana, Lo Espejo, Pedro Aguirre Cerda, San Miguel y San Ramón)[11]

| Candidato                      | Pacto                                  | Partido | Votos  | %   | Resultados |
| ------------------------------ | -------------------------------------- | ------- | ------ | --- | ---------- |
| Claudina Núñez Jiménez         | Por un Chile Digno                     | PCCh    | 23 854 | 8,6 | Consejera  |
| Valentina Bustamante Sepúlveda | Ecologistas e Independientes           | PEV     | 17 019 | 6,1 |            |
| Carmen González Burns          | Partido de la Gente                    | PDG     | 15 272 | 5,5 |            |
| Daniela Cisternas Rodríguez    | Fr. por la Unidad de la C. Trabajadora | ILAK    | 12 835 | 4,6 |            |
| María Valeria Ponti Rissetti   | Chile Vamos                            | RN      | 12 497 | 4,5 | Consejera  |
| Vidiana Aguirre Molina         | Chile Vamos                            | UDI     | 10 617 | 3,8 |            |
| Carolina Oteiza Fuenzalida     | Unidad Constituyente                   | PS      | 10 459 | 3,8 | Consejera  |
| Belén Burgos Roig              | Frente Amplio                          | RD      | 10 094 | 3,6 |            |
| Paulo Cañas Campillay          | Frente Amplio                          | COM     | 9 982  | 3,6 |            |
| Karina Ramos Zapata            | Frente Amplio                          | CS      | 9 410  | 3,4 | Consejera  |